# Musca alpesa
Musca alpesa är en tvåvingeart som beskrevs av Walker 1849. Musca alpesa ingår i släktet Musca och familjen husflugor. Inga underarter finns listade i Catalogue of Life.